# Жданов, Андрей Александрович (футболист)
Андрей Александрович Жданов (21 апреля 1980, Синегорье, Ягоднинский район, Магаданская область) — российский футболист, выступавший на позиции нападающего. Сыграл один матч в премьер-лиге России.

## Биография
Воспитанник футбольного центра средней школы № 73 г. Воронежа, первые тренеры — Юрий Ефимович Черноусов, Николай Федотович Ключников. Также занимался в воронежской ДЮСШ «Чайка».
На взрослом уровне дебютировал в 17-летнем возрасте в составе клуба «Локомотив» (Лиски), выступавшего во второй лиге. В 2000 году перешёл в московский «Спартак», где провёл один сезон, выступая только за дубль.
В начале 2001 года перешёл в новороссийский «Черноморец». Единственный матч в высшей лиге провёл 31 марта 2001 года в третьем туре на выезде против «Ротора», вышел в стартовом составе и был заменён на 75-й минуте. В середине того же сезона перешёл в «Ростсельмаш», за его основной состав сыграл только один кубковый матч.
В дальнейшем выступал за клубы первого и второго дивизиона, практически нигде не задерживаясь. В 2003—2004 годах полтора сезона провёл в составе ижевского «Газовика-Газпрома» в первом дивизионе. Завершил профессиональную карьеру в 26-летнем возрасте в 2006 году, выступая за свой первый клуб — лискинский «Локомотив».
По состоянию на середину 2010-х годов тренирует воронежскую любительскую команду «Темп», которая становилась победителем чемпионата города.